# Kasos
Kasos (druhý pád Kasu, řecky Κάσος) patří k menším ostrovům souostroví Dodekan v Řecku. Tvoří zároveň stejnojmennou obec o rozloze 69,46 km². Nejvyšším bodem je Prionas s nadmořskou výškou 601 m.

## Obyvatelstvo
V roce 2011 žilo na ostrově 1084 obyvatel. Celý ostrov tvoří jednu obec a také jednu obecní jednotku a komunitu, která se skládá z jednotlivých sídel, tj. měst a vesnic. V závorkách je uveden počet obyvatel jednotlivých sídel.
- Obec, obecní jednotka a komunita Kasos (1084)

sídla — Agia Marina (444), Arvanitochorion (169), Panagia (34), Polion (80), Fry (357).
neobydlené ostrůvky — Armathia, Karofilla, Kourika, Litra, Makronisi, Plati, Pontikonisia, Porionisi, Stroggyli.